# Брума
Армінду Туе На Бангна (порт. Armindo Tué Na Bangna), більш відомий як Брума (порт. Bruma, нар. 24 жовтня 1994, Бісау) — португальський футболіст, нападник клубу «Брага».
Виступав, зокрема, за «Спортінг», «Фенербахче» та «Галатасарай», а також національну збірну Португалії.

## Клубна кар'єра
Народився 24 жовтня 1994 року в місті Бісау. Розпочав займатись футболом у місцевому клубі «Інтер» (Бісау), з якого у 13-річному віці потрапив до амадемії португальського «Спортінга». Починаючи від групи до 14 років Брума виступав у всіх вікових командах клубу (U-14, U-15, U-17, U-19). У сезоні 2011/12, разом з командою до 18 років він став чемпіоном Португалії у своїй віковій категорії. Загалом він забив більше 80 голів у всіх юнацьких командах клубу.
Перед сезоном 2012/13 років Брума був включений в резервну команду, «Спортінг Б», що виступав у португальському другому дивізіоні. У своєму дебютному сезоні на дорослому рівні нападник зіграв 25 матчів у Сегунді, останній з них в лютому 2013 року. Після цього першу команду очолив Жезуалду Феррейра, який забрав Бруму до першої команди. У другій частині сезону він зіграв у 13 матчах Прімейри (11 разів у основному складі). Дебютував 10 лютого в матчі проти «Марітіму», і забив перший гол через тиждень в матчі проти «Жил Вісенте».

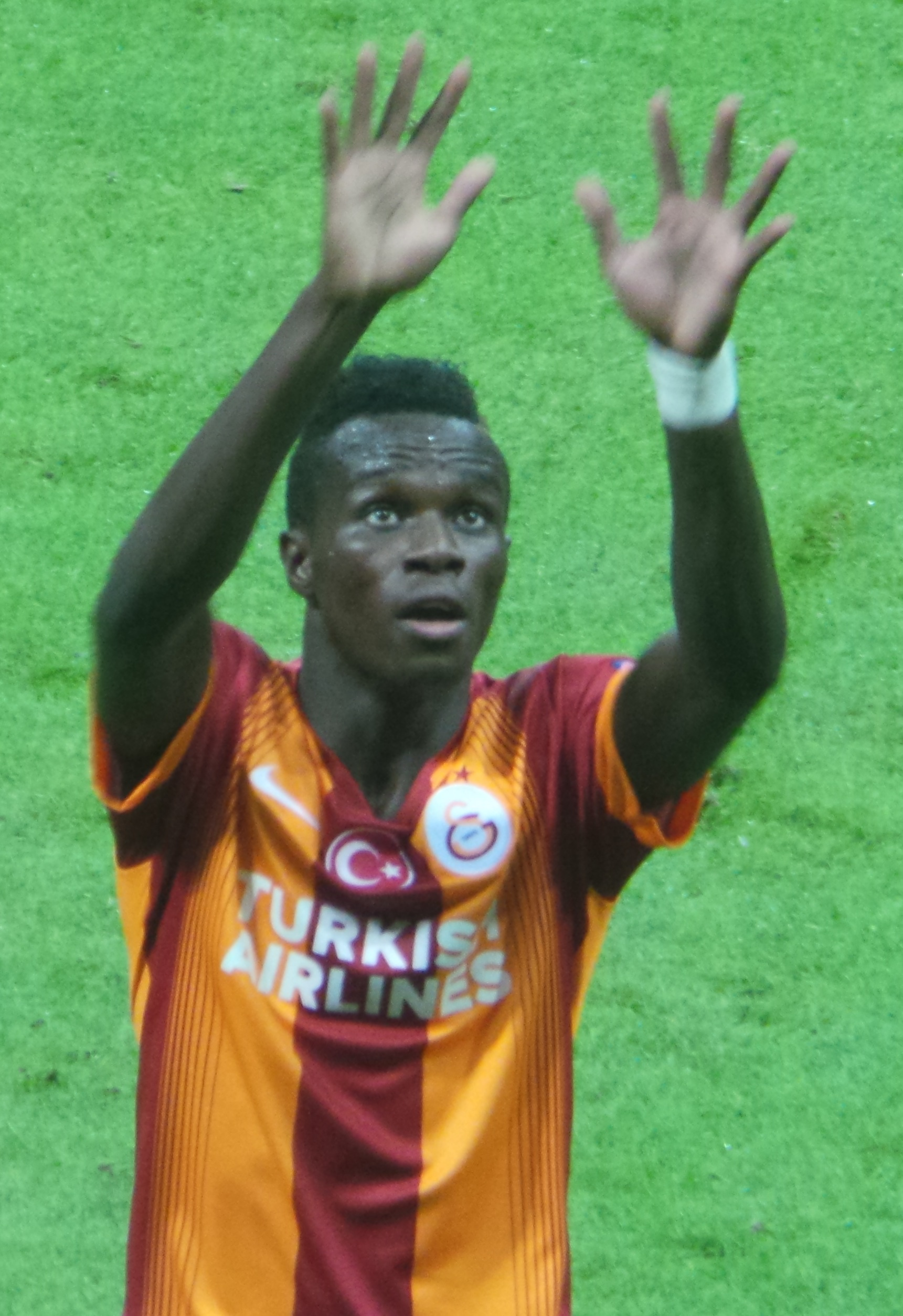
Брума під час виступів за «Галатасарай». 2014 рік.

На початку сезону 2013/14 Брума не грав за клуб за порадою своїх представників. Вони стверджували, що його угода зі «Спортінгом» закінчилась. Клуб, тим часом, заявив, що його контракт закінчиться в 2014 році, аргумент, який був прийнятий Об'єднаною арбітражною комісією. Тим не менш за рідний клуб Брума більше не зіграв і 3 вересня 2013 року за 10 млн євро підписав контракт на п'ять років з турецьким «Галатасараю». Він дебютував за новий клуб десять днів по тому у грі проти «Антальяспора» (1:1), вийшовши на заміну. Через п'ять днів він дебютував у матчі Ліги чемпіонів з «Реалом». Брума з'явився на полі на 62-й хвилині, змінивши Енгіна Байтар, а його клуб розгромно поступився з рахунком 1:6.
15 січня 2014 року у кубковій грі проти «Токатспора» Брума зазнав серйозної травми коліна, внаслідок якої мав пропустити більшу частину сезону. Через це і обмеження на іноземних гравців, дозволених кожній команді, після цього Брума був відданий в оренду в інший клуб Суперліги «Газіантепспор» до кінця сезону, втім, не зігравши за нього жодного матчу.
Після цього влітку 2015 року нападник був відданий на сезон в оренду в іспанський «Реал Сосьєдад» з правом викупу за 8 мільйонів євро. Дебютував у Ла-Лізі 22 серпня в матчі проти «Депортіво» (0:0). Втім стати основним форвардом Брума не зумів, програвши конкуренцію головному бомбардиру команди Іманолю Агіррече, через що контракт гравця не було викуплено і по завершенню сезону він повернувся у турецький клуб. Незважаючи на те, що португалець забив лише два голи у Ла Лізі в 32 матчах, один з них був проведений у матчі проти мадридського «Реала» на «Сантьяго Бернабеу» (1:3).
Провівши вдалий наступний сезон 2016/17, в якому Брума забив 11 голів у 30 матчах за «Галатасарай» у Суперлізі, португалець зацікавив ряд клубів і 4 червня 2017 року перейшов у німецький «РБ Лейпциг» за 12,5 млн євро з бонусом в 2,5 млн євро. Він дебютував у Бундеслізі 19 серпня, зігравши 15 хвилин у матчі з «Шальке 04», а в наступному турі проти «Фрайбурга» (4:1) забив свій перший гол в Бундеслізі. За «Галатасарай» відіграв в національному чемпіонаті 57 матчів.

## Виступи за збірні
9 квітня 2009 року Брума дебютував за юнацьку збірну Португалії до 15 років у товариському матчі з командою Болгарії (1:0), в якому забив перший гол.
Наступного року брав участь у юнацькому чемпіонаті Європи до 17 років. Під час турніру в Ліхтенштейні він з'явився у всіх трьох матчах, проте португальці не вийшли з групи.
У вересні 2010 року, за півтора місяця до свого 16-річчя, дебютував в збірній Португалії до 19 років. З цією командою Брума взяв участь у юнацькому чемпіонаті Європи в травні 2012 року в Естонії. Брума також зіграв у всіх трьох матчах групового етапу і забив один гол у ворота майбутніх тріумфаторів турніру іспанців (3:3), але його збірна знову не вийшла до наступного етапу. 
Тим не менш третє місце у групі юнацького Євро дозволило команді кваліфікуватись на молодіжний чемпіонат світу 2013 року у Туреччині, куди Брума також поїхав разом з командою до 20 років.. На мундіалі Брума був нагороджений Срібним бутсом як другий найкращий бомбардир турніру, забивши п'ять разів у чотирьох матчах, а його збірна вилетіла на стадії 1/8 фіналу.
У жовтні 2013 року він дебютував у молодіжній збірній Португалії до 21 року, з якою був учасником молодіжного чемпіонату Європи 2017 року, де забив три голи, але збірна вкотре не вийшла з групи. Всього на молодіжному рівні зіграв у 21 офіційному матчі, забив 11 голів.
10 листопада 2017 року дебютував в офіційних матчах у складі національної збірної Португалії у товариській зустрічі проти Саудівської Аравії (3:0).
| Дата       | Місто     | Господарі  | Результат | Гості             | Турнір                               | Голи | Примітки |
| ---------- | --------- | ---------- | --------- | ----------------- | ------------------------------------ | ---- | -------- |
| 10-11-2017 | Візеу     | Португалія | 3 – 0     | Саудівська Аравія | товариський матч                     | -    | 75'      |
| 14-11-2017 | Лейрія    | Португалія | 1 – 1     | США               | товариський матч                     | -    | 62'      |
| 06-09-2018 | Фару      | Португалія | 1 – 1     | Хорватія          | товариський матч                     | -    | 68'      |
| 10-09-2018 | Лісабон   | Португалія | 1 – 0     | Італія            | Ліга націй УЄФА 2018-2019 - 1-й етап | -    | 77'      |
| 14-10-2018 | Глазго    | Шотландія  | 1 – 3     | Португалія        | товариський матч                     | 1    | 90+1'    |
| 17-11-2018 | Мілан     | Італія     | 0 – 0     | Португалія        | Ліга націй УЄФА 2018-2019 - 1-й етап | -    | 85'      |
| 20-11-2018 | Гімарайнш | Португалія | 1 – 1     | Польща            | Ліга націй УЄФА 2018-2019 - 1-й етап | -    | 70'      |
| 14-10-2019 | Київ      | Україна    | 2 – 1     | Португалія        | Відбір до ЧЄ 2020                    | -    | 68'      |
| 14-11-2019 | Фару      | Португалія | 6 – 0     | Литва             | Відбір до ЧЄ 2020                    | -    | 66'      |
| Усього     |           | Матчів     | 9         |                   | Голів                                | 1    |          |

## Титули і досягнення
- Чемпіон Туреччини (1):

«Галатасарай»: 2014–15
- Володар Кубка Туреччини (2):

«Галатасарай»: 2013–14, 2014–15
- Володар Суперкубка Туреччини (1):

«Галатасарай»: 2016
- Чемпіон Греції (1):

«Олімпіакос»: 2020–21
- Володар Суперкубка Нідерландів (1):

ПСВ: 2021
- Володар Кубка Нідерландів (1):

ПСВ: 2021–22
- Володар Кубка португальської ліги (1):

«Брага»: 2023–24
- Володар Суперкубка Португалії (1):

«Бенфіка»: 2025

### Індивідуальні
- Срібний бутс молодіжного чемпіонату світу: 2012 (5 голів)
- Бронзовий бутс молодіжного чемпіонату Європи: 2017 (3 голи)[27]

## Особисте життя
Старший брат, Меска, також професійний футболіст.